# LoveGame
"LoveGame" é uma canção da artista musical estadunidense Lady Gaga, contida em seu primeiro álbum de estúdio The Fame (2008). Foi composta pela própria com o auxílio de RedOne, sendo produzida pelo último. A faixa foi lançada como terceiro single do álbum na América do Norte e na Europa e o quarto single na Austrália, Nova Zelândia e Suécia depois de "Eh, Eh (Nothing Else I Can Say)". "LoveGame" também foi lançada como o quarto single no Reino Unido, depois de "Paparazzi".
A canção foi criticamente apreciado pela sua melodia cativante e a linha "I wanna take a ride on your disco stick". Gaga explicou que o termo "disco stick", é um eufemismo para pênis e foi inspirado em sua atração sexual com um desconhecido em uma boate. Musicalmente, a obra carrega a vibração de discotecas de Nova Iorque, e é sobre fama, amor e sexualidade, que foi o tema central do disco. "LoveGame" posicionou-se nas dez primeiras posições nos Estados Unidos, Austrália, Nova Zelândia, Canadá e outros países europeus, se tornando a terceira canção consecutiva de Gaga a alcançar o número um na Pop Songs da Billboard.
O vídeo musical inspirado em discotecas suburbanas de Nova Iorque, retrata a cantora dançando numa estação e em um estacionamento. O vídeo foi uma homenagem de Gaga ao estilo de vida de Nova Iorque, incluindo o seu glamour, fãs e moda. O vídeo tem várias características do vídeo "Bad" de Michael Jackson, que também ocorreu em uma estação de metrô. Na Austrália, foi proibido de ser exibido devido ao seu conteúdo sexual. "LoveGame" foi interpretado ao vivo por diversas vezes, incluindo nas digressões The Fame Ball Tour (2009), The Monster Ball Tour (2009-11) e The Born This Way Ball (2012-13).

## Antecedentes e lançamento
No final de 2007, a companhia de administração da cantora apresentou-a ao compositor e produtor RedOne, que também era empregado dela. Em 2008, Gaga mudou-se para Los Angeles, trabalhando perto de sua gravadora para finalizar o seu álbum de estreia, The Fame, e montou sua equipe criativa pessoal chamada Haus of Gaga. A canção foi uma das primeiras que ela produziu com RedOne. Durante uma entrevista com a Rolling Stone, ela disse que estava em uma boate e teve uma atração sexual por alguém. Ela foi até a pessoa e proferiu a frase "I wanna ride on your disco stick". Pensando que fosse uma metáfora para pénis, Gaga foi para o estúdio de gravação no dia seguinte e escreveu a canção em cerca de quatro minutos. Gaga também tinha ideias para as apresentações da canção, onde ela usaria um "um bastão – que se parece como uma gigante ferramenta de prazer feita de pedra e doces – que acende".
Comentando sobre o conteúdo lírico da canção durante o talk show australiano, Rove, a cantora revelou que estava arrependida em relação a sua metáfora "disco stick", que resultou na proibição da exibição do vídeo musical na rede de televisão australiana, a Network Ten. Ela acrescentou que a metáfora não era para ser sutil e era claro o que as letras representavam. "Se alguma coisa, acontece que eu acho que as pessoas são levianamente difícil para mim", Gaga generalizou. Ela passou a relegar "muita música pop direcionada para o público jovem", muito mais vigorosas do que as dela, com suas letras sexualmente provocativas, mas Gaga sentiu que todo o contexto de seus recursos visuais, juntamente com a música foi o que fez as pessoas reagirem. "É a música em relação ao visual, em relação à maneira como eu me movo e do jeito que eu articulo as letras. Mas se eu quisesse criar uma música para fazer as pessoas cantarem 'la di da' isso seria muito chato", concluiu.
"LoveGame" foi lançada como terceiro single do álbum na América do Norte e na Europa e o quarto single na Austrália, Nova Zelândia e Suécia depois de "Eh, Eh (Nothing Else I Can Say)". A canção foi enviada para rádios estadunidenses em 12 de maio de 2009, servindo como o terceiro single do disco. A canção foi inicialmente planejada para ser lançada como terceiro single no Reino Unido, mas devido a sua letra e clipe potencialmente controversos, "Paparazzi" foi, então, distribuída em seu lugar. "LoveGame" recebeu diversos remixes, um dos quais conta com a participação de Marilyn Manson nos vocais. A revista, Rolling Stone informou que o remix foi concebido durante uma sessão de fotos da cantora para a revista em maio de 2009, quando Manson chegou ao estúdio de fotos. O roqueiro ficou impressionado com suas fotos e queria colaborar com Gaga, dizendo que "Ela é uma grande artista, uma grande cantora e está rindo enquanto trabalha para a indústria, do mesmo jeito que eu". Em troca, Gaga também emprestou seus vocais para um remix de uma música do sétimo álbum de estúdio do cantor, The High End of Low.

## Gravação e composição
"LoveGame"  é uma canção electro e R&B. Foi gravada pelo também produtor da faixa RedOne nos estúdios Record Plant Studios em Hollywood, Califórnia e no Chalice Recording Studios em Los Angeles, Califórnia. Ele também tratou da engenharia de áudio, forneceu vocais de apoio e instrumentação, e responsabilizou-se pela programação da faixa. Além de ser a vocalista principal, Gaga também concedeu vocais de apoio. Robert Orton foi o responsável pela mixagem de áudio e Gene Grimaldi fez a masterização do áudio, que ocorreram nos Oasis Mastering, em Burbank, Califórnia.
De acordo com Kerri Mason da Billboard, a composição tem uma vibe da cena musical do centro de Nova Iorque, mas tem um apelo mais contemporâneo para ele, tornando-a perfeito para as rádios, "sem perder a sua obscenidade e insolência". A música não tem um som maciço como o de "Poker Face", nem tem uma grande melodia como a de "Paparazzi". Em vez disso a canção é um electro-R&B, composto por grandes batidas e uma série de ganchos, com Gaga repetindo a palavra "huh!" de vez em quando.
A letra foi composta pela própria com o auxílio de RedOne. De acordo com a partitura musical publicada na página Musicnotes.com pela Sony/ATV Music Publishing, "LoveGame" é definida na assinatura de tempo comum com um ritmo de 105 batidas por minuto. É composta na chave de si menor, com os vocais da cantora abrangendo-se entre fá sustenido3 até si5.

## Crítica profissional
Daniel Brockman do The Phoenix, observou que "Gaga levanta o ante em termos de composições cativantes e puras com ritmos difíceis de abandonar". Ele também comentou sobre as linhas: "Let's have some fun, this beat is sick / I wanna take a ride on your disco stick", dizendo que pode ser o pior refrão mas ainda sim impressionante que ouviu em um registro de uma grande gravadora naquele ano. Sal Cinquemani da Slant Magazine classificou as letras como "baratas" e que "dolorosamente não tinham qualquer semelhança ao verdadeiro apelo sexual". Talia Kraines da BBC, comentou que a música soava robótica na linha: "I wanna take a ride on your disco stick", e que apesar de ser uma faixa brilhante era totalmente fria.
Nick Levine da Digital Spy acreditava que versos como: "I wanna take a ride on your disco stick", teria sido uma razão direta para o sucesso comercial da interprete. Embora sentia que o objetivo da canção era a "busca por atenção", e que ela sabia que iria provocar a reação das massas, sendo elas boas ou ruins. Genevieve Koski da The A.V. Club considerou que "LoveGame" e "Beautiful, Dirty, Rich" são "hinos propulsivos e de discoteca" que "avançam nas ondas de sintetizadores e baterias programadas, resultando numa viagem sonora vertiginosa que aproxima-se do ponto alto de uma noite quimicamente melhorada". Evan Sawdey da PopMatters elogiou a produção de RedOne e considerou a faixa como uma das melhores do álbum.
Ben Hogwood de musicOMH descreveu a canção como "excelente e um pop incrustado de diamantes", juntamente com outras faixas como "Starstruck" e "Paparazzi". Ele comentou que por vezes as letras eram um pouco estranhas, especialmente a linha: "I'm on a mission, and it involves some heavy touching". Sarah Rodman do The Boston Globe disse que a canção "tem sacadas das ruas com passos sinuosos". Priya Elan da The Times disse que não estava impressionado com a música e a chamou de calculada. Chris Williams, editor de música da Billboard deu a canção uma critica positiva, comentando que "ela tem todos os ingredientes que deram certo em seus singles anteriores: um clima club/electropop agradável para as rádios, uma frase provocante que pega, ainda que tola o bastante, e um toque da mágica dos sintetizadores dos anos 80 que também entretém os adultos. Em 'LoveGame' ela esta aqui para ganhar".
Ao analisar The Fame em seu quinto ano de lançamento, Bradley Stern de Idolator observou que "LoveGame" poderia "facilmente ser esquecida da discografia de Gaga com pouca consequência", já que ele sentiu que ela não era nada mais do que uma simples faixa "electro-dance". Mas acreditava que "LoveGame" foi um componente importante da trajetória da carreira de Gaga, uma vez que foi o último testamento de sua imagem como "a da disco-stick manejando a estrela pop para outra dimensão" — a imagem mais tarde foi desconstruída pelo vídeo musical aspirante a estrela da música "Paparazzi". Ele concluiu dizendo que a canção" é um momento maravilhoso de frivolidade pop que serviu para manter a arrivista máquina de Lady Gaga seguindo adiante, no início de sua carreira".

## Vídeo musical

### Antecedentes e desenvolvimento
O vídeo musical foi dirigido por Joseph Kahn e lançado em 23 de março de 2009, na Austrália e em 13 de Agosto de 2009, no Reino Unido. O vídeo ocorre principalmente em uma estação de metrô, portanto, várias cenas são uma reminiscência ao vídeo "Bad" de Michael Jackson, que também ocorreu em um local similar. Apesar de ter sido filmado juntamente com a representação audiovisual de "Eh, Eh (Nothing Else I Can Say)" em Los Angeles, o clipe apresenta um visual nova-iorquino.
Gaga em entrevista a Entertainment Weekly, comentou: "Eu queria ter aquele momento da coreografia gigantesca. (...) Queria que fosse plástica, bonita, maravilhosa, suada, pé no asfalto, com caras durões, do tipo que quando você se aproximasse, o olhar estampado em cada rosto fosse honesto e causasse medo. Ela continuou: "Toda a ideia por trás do lance do metrô de 'Bad' [canção de Michael Jackson] é que eu e meus amigos de Nova Iorque somos os artistas mais chapados e descolados, somos os melhores designers, artistas performáticos e dançarinos. (...) Os dançarinos do clipe não são daqueles tipos de pessoas que se veem nos clipes de todo mundo. Eles são garotos que não conseguem se enquadrar, porque são reais demais".
Durante uma entrevista com a MTV News, falou sobre as inspirações para o projeto.  Ela explicou:
| “ | "Isso é tudo parte de um movimento. A minha arte é mais profunda do que a moda ou qualquer coisa do gênero. Adoro a música pop e quero trazê-la de volta. As pessoas estão verdadeiramente famintas por isso. Elas sentem saudade dos anos 90 e dos superfãs lotando a Times Square, chorando, se lamentando e fazendo qualquer coisa para conseguir ver nem que fosse a unha de uma estrela. Quero isso de volta e [o vídeo de "LoveGame"] é apenas outro passo em direção a isso. "LoveGame" é um vídeo genuíno sobre o estilo de vida de Nova Iorque. Ele tem aquele sentimento da 'Nova Iorque negra, gay', da inclusão e do glamour. Eu realmente quis apresentar a garota que eu era há quatro anos, e quis fazer isso em uma locação no metrô. Eu trabalhei com Joseph Kahn e ele foi maravilhoso. Ele não capturou apenas a moda, ele capturou a artista. | ” |

Um dos adereços desenvolvidos para o teledisco foi um par de óculos feitos de arame. De acordo com Gaga, ela imaginava "um cara durão do centro da cidade andando na rua com seus amigos, pegando um par de alicates e fazendo um óculos escuros a partir de uma grade de rua". Na abertura do vídeo ela usa os óculos juntamente com um capuz de malha de metal, dizendo que "pareciam implacáveis demais, que parecem deslocados diretamente da grade para meu rosto".

### Sinopse
O vídeo começa com o título "Streamline Presents" sendo exibido, enquanto três homens se deslocam através da Times Square. Eles abrem uma tampa de bueiro no qual esta escrito o logo da "Haus of Gaga". Em seguida, Gaga é mostrada nua com seu corpo coberto por tintas azul e roxo e também glitter, divertindo-se com dois homens que têm as palavras "Love" e "Fame" raspadas em suas cabeças. A cena muda para um metrô, onde Gaga começa a cantar trajando um colã branco-acinzentado com um capuz. Ela carrega sua característica disco stick e usa óculos encadeados. A medida que o refrão começa Gaga e seus dançarinos andam através do metrô e dançam diante de uma escada. Dois dogues alemães arlequinos, também são mostrados no topo da escada.
Quando começa o segundo verso, ela e seus dançarinos são mostrados em um trem, Gaga esta vestindo uma jaqueta preta, enquanto realiza uma rotina de dança coreografada com seus dançarinos. Durante a ponte da música, Gaga é mostrada entrando em uma cabine de bilhete, onde troca beijos e caricias com um inspetor. À medida que a câmera se desloca da direita para a esquerda, o inspetor muda de homem para mulher em cada quadro. A cena final mostra Gaga realizando uma rotina de dança com sua equipe de dançarinos. O vídeo chega ao fim com Gaga e seus dançarinos segurando suas virilhas, olhando em direção para a câmera.

### Recepção
Após o seu lançamento, o vídeo foi imediatamente censurado em alguns países, como na Austrália, onde foi classificado como inadequado para menos de 15 anos pela Network Ten, devido à suposta apresentação de escravidão e atos sexuais. O canal exigiram uma versão editada do vídeo que não violasse as regras de censura. A Video Hits recusou-se a transmitir o vídeo em seus intervalos de tempo classificados em G e PG. Eles citaram "inúmeras referências sexuais, tanto visualmente quanto liricamente" como a razão pela qual eles não podiam criar uma edição que as crianças pudessem assistir, sem emissão de sons durante a repetição do gancho "I wanna take a ride on your disco stick". No entanto, os programas australianos como Rage e os canais de televisão Channel V e MTV exibiram o vídeo em sua forma original.
O vídeo também enfrentou uma proibição da MTV Arabia citando a mesma razão da Austrália. Uma vez que era muito raro a proibição de vídeos na MTV, mas a decisão havia sido tomada pelo conselho da empresa, Samer al Marzouki, o chefe da MTV Arabia comentou: "Nós representamos a mentalidade e cultura da geração jovem desse país, por isso não podemos mostrar algo que está em conflito com isso. Se eles não vão se sentir confortável com o seus parentes ou amigos vendo, então não vamos exibir". Nos Estados Unidos, a VH1 e MTV exibiram uma versão editada onde foram removidas as cenas que mostravam Gaga nua e desfocava o rótulo de uma garrafa de álcool segurada por um dançarino, mas eles não fizeram qualquer alteração nas letras.

## Apresentações ao vivo
A cantora interpretou a faixa ao vivo pela primeira vez durante o especial Isle of Malta da MTV da Ásia. Em 4 de fevereiro de 2009, ela apresentou-se no programa do Reino Unido, The Album Chart Show. Em 20 de março de 2009, a canção foi apresentada na AOL Sessions, em conjunto com "Just Dance", "Paparazzi" e "Beautiful, Dirty, Rich", e uma versão acústica de "Poker Face". A canção também foi apresentada nas sessões da MTV.[carece de fontes?]
A canção foi cantada na primeira digressão mundial de Gaga, antecedida por "Paparazzi" e performada juntamente "Starstruck".
Gaga apareceu no palco usando uma saia curta prateada e preta em forma de tutu e peplum. Ela tinha um pedaço triangular anexado sobre o vestido em seu seio direito, e completou seu visual com sapatos de salto alto ultra pico. Ela estava com o cabelo loiro cortado no estilo bob curto, e usava óculos escuro. Seus dançarinos cercaram o palco, segurando placas incrustadas com cristais, que os escondiam completamente. Assim que desempenho do número de abertura de "Paparazzi" terminou, as placas se abriram e Gaga começou a cantar a canção "Starstruck" em pé na plataforma. Uma base com vocais pré-gravados e mixados foram fornecidos pelo DJ Space Cowboy. Gaga também trazia a sua disco stick para a apresentação de "LoveGame". Ela terminava com Gaga realizando uma coreografia para o último refrão e descendo para a frente do palco.[carece de fontes?]
Em 17 de maio de 2009 Gaga cantou a música ao vivo no talk show australiano, Rove. Também cantou a música no final da temporada da oitava temporada de Dancing with the Stars. Uma versão remixada de "Poker Face "e" LoveGame "foi realizada nos 2009 MuchMusic video Awards (MMVA), durante o show ao lado da rua interior-exterior. A performance, que incluiu Gaga estar preso em um vagão do metrô falso cercada por policiais falsos, foi anunciado como um tributo à cidade de Nova York. Em 2014, o Toronto Sun listou o desempenho como o quinto momento mais "de cair o queixo" na história da MMVAs, quando Gaga apresenta a característica de "bra flamejante" durante a música. Em 8 de setembro de 2009 Gaga cantou "LoveGame" na sétima temporada estreia de The Ellen DeGeneres Show . Uma versão com uma banda ao vivo completa foi realizada no trigésimo quinto temporada de show de comédia americano Saturday Night Live , enquanto vestindo um grande giroscópio -como engenhoca que girado em torno de Gaga.[carece de fontes?]
No final de 2009, "LoveGame" foi adicionado à lista conjunto de Gaga The Monster Ball Tour . Na versão original da turnê, a cantora usava um traje off-white com chapelaria iluminado esquelético e couraças em forma de costelas. Um fundo digital das chamas e nevoeiro mecânica foi destaque, com seus dançarinos também usando o aparato esquelético. Sobre as mostras melhorada do Monster Ball durante 2010-11, a introdução da música teve uma exibição de vídeo Gaga vomitar um líquido verde sobre o vestido branco de seu sósia. "LoveGame" foi introduzido durante o segundo ato e contou com um carro de metrô de Nova York no palco a partir do qual Gaga e seus dançarinos surgiram. Enquanto usando um vestido de plástico e reveladora de uma freira exagerada hábito , Gaga empunhou a vara disco, que foi modificado para parecer com uma tocha . O desempenho incorporou a Chew Fu remix da música que começou no final com Gaga pedindo o público a dançar junto com ela.
A canção também foi incluída na lista de conjunto do 2012 Born This Way Ball Tour. A canção foi encurtado e teve Gaga executá-lo em uma banheira clara, enquanto vestindo uma Estátua da Liberdade peça de cabeça com estilo. Gaga se aventurou no meio da multidão durante a música, através das vias se estendia desde o palco e depois da apresentação, ela convidou um fã no palco. Joey Guerra do Houston Chronicle acreditavam que a aparência de "LoveGame" durante a turnê provou ser uma pista muito superior do que os do segundo álbum de estúdio de Gaga, Born This Way (2011).[carece de fontes?]

## Faixas e formatos
| Download digital |            |         |  |
| N.º              | Título     | Duração |  |
| 1.               | "LoveGame" | 3:33    |  |

| Conjunto digital de remixes dos Estados Unidos |                                   |         |  |
| N.º                                            | Título                            | Duração |  |
| 1.                                             | "LoveGame" (Dave Aude Radio Edit) | 3:32    |  |
| 2.                                             | "LoveGame" (Space Cowboy Remix)   | 3:20    |  |
| 3.                                             | "LoveGame" (Robots To Mars Remix) | 3:13    |  |

| Conjunto digital de remixes da Austrália e França |                                          |         |  |
| N.º                                               | Título                                   | Duração |  |
| 1.                                                | "LoveGame"                               | 3:32    |  |
| 2.                                                | "LoveGame" (Dave Audé Radio Edit)        | 3:32    |  |
| 3.                                                | "LoveGame" (Jody Den Broeder Radio Edit) | 3:53    |  |
| 4.                                                | "LoveGame" (Space Cowboy Remix)          | 3:20    |  |
| 5.                                                | "LoveGame" (Robots to Mars Remix)        | 3:13    |  |
| 6.                                                | "LoveGame" (Dave Audé Club Mix)          | 8:35    |  |
| 7.                                                | "LoveGame" (Jody Den Broeder Club Mix)   | 6:28    |  |

| Download digital (Chew Fu Ghettohouse Fix) |                                                           |         |  |
| N.º                                        | Título                                                    | Duração |  |
| 1.                                         | "LoveGame" (Chew Fu Ghettohouse Fix) (com Marilyn Manson) | 5:20    |  |

| Conjunto digital de remixes do Reino Unido |                                                           |         |  |
| N.º                                        | Título                                                    | Duração |  |
| 1.                                         | "LoveGame"                                                | 3:37    |  |
| 2.                                         | "LoveGame" (com Marilyn Manson) (Chew Fu Ghettohouse Fix) | 5:20    |  |
| 3.                                         | "LoveGame" (Space Cowboy Remix)                           | 3:20    |  |
| 4.                                         | "LoveGame" (Jody Den Broeder Club Mix)                    | 6:27    |  |
| 5.                                         | "LoveGame" (vídeo musical)                                | 3:44    |  |

| CD single da Austrália |                                   |         |  |
| N.º                    | Título                            | Duração |  |
| 1.                     | "LoveGame"                        | 3:33    |  |
| 2.                     | "LoveGame" (Robots to Mars Remix) | 3:13    |  |

| CD single dos Estados Unidos |                                   |         |  |
| N.º                          | Título                            | Duração |  |
| 1.                           | "LoveGame"                        | 3:37    |  |
| 2.                           | "LoveGame" (Instrumental)         | 3:37    |  |
| 3.                           | "LoveGame" (Acapella)             | 3:31    |  |
| 4.                           | "LoveGame" (Dave Aude' Remix)     | 3:33    |  |
| 5.                           | "LoveGame" (Space Cowboy Remix)   | 3:21    |  |
| 6.                           | "LoveGame" (Robots To Mars Remix) | 3:13    |  |

| CD single do Reino Unido |                                                           |         |  |
| N.º                      | Título                                                    | Duração |  |
| 1.                       | "LoveGame"                                                | 3:31    |  |
| 2.                       | "LoveGame" (com Marilyn Manson) (Chew Fu Ghettohouse Fix) | 5:20    |  |

| CD single da Alemanha |                                                           |         |  |
| N.º                   | Título                                                    | Duração |  |
| 1.                    | "LoveGame" (Chew Fu GhettoHouse Fix) (com Marilyn Manson) | 5:20    |  |
| 2.                    | "LoveGame" (Robots to Mars Remix)                         | 3:12    |  |
| 3.                    | "LoveGame" (Space Cowboy Remix)                           | 3:20    |  |
| 4.                    | "LoveGame" (Jody Den Broeder Club Remix)                  | 6:27    |  |
| 5.                    | "LoveGame" (Dave Audé Club Remix=)                        | 8:36    |  |
| 6.                    | "LoveGame" (Chester French Remix)                         | 3:15    |  |
| 7.                    | "LoveGame"                                                | 3:31    |  |

| Disco de vinil do Reino Unido |                                 |         |  |
| N.º                           | Título                          | Duração |  |
| 1.                            | "LoveGame"                      | 3:32    |  |
| 2.                            | "LoveGame" (Space Cowboy Remix) | 3:20    |  |

## Desempenho nas tabelas musicais

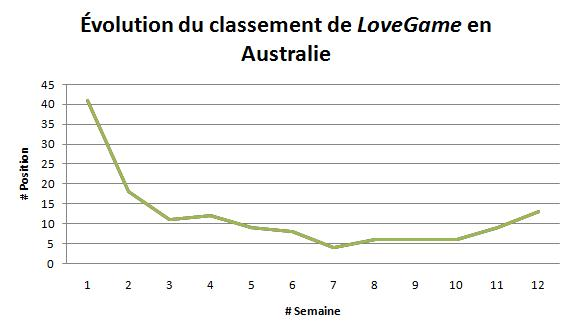
Desempenho de LoveGame na Austrália.

Nos Estados Unidos, "LoveGame" debutou na nonagésima sexta posição da Billboard Hot 100, saindo da tabela na semana seguinte. Depois de seis semanas, a canção alcançou a sexta posição com 107 mil unidades digitais vendidas. Duas semanas depois, a canção subiu para a quinta posição, sendo a melhor posição da faixa na tabela. Recebeu uma certificação de platina tripla pela Recording Industry Association of America (RIAA), denotando vendas de três milhões de unidades.
Na canadense Canadian Hot 100, "LoveGame" estreou no número 68 durante a semana de 20 de setembro de 2008, saindo na semana seguinte. A canção reentrou na tabela no número 87 durante a semana de 10 de janeiro de 2009. Depois de algumas semanas, "LoveGame" alcançou as dez primeiras posições da Canadian Hot 100 durante a semana de 21 de março de 2009, duas semanas depois chegou ao número 5. Depois de cair algumas posições na tabela a canção chegou a vice-liderança que se tornou sua maior posição. Posteriormente, a Music Canada certificou-a como platina dupla, denotando vendas de 160 mil cópias em território canadense.
No Reino Unido, "LoveGame" estreou na octogésima nona posição da tabela musical UK Singles Chart. Nos Países Baixos, a música alcançou a quinta posição como melhor. a canção estreou no número seis na França e mudou-se para o seu pico de número cinco na semana seguinte. Ele estreou no número 19 e 38 sobre os belgas Ultratop gráficos Flandres e Valónia, respectivamente. Na Flandres ele atingiu um pico de seis anos, enquanto na Valónia, mudou-se para um pico de cinco. "LoveGame", também atingiu um pico de número sete na Billboard European Hot 100 Singles gráfico.
| Tabela musical (2009)                                  | Melhor posição |
| ------------------------------------------------------ | -------------- |
| Alemanha (Media Control Charts)                        | 7              |
| Austrália (ARIA Charts)                                | 4              |
| Áustria (Ö3 Austria Top 40)                            | 6              |
| Bélgica (Ultratop 50 de Flandres)                      | 6              |
| Bélgica (Ultratop 40 da Valônia)                       | 5              |
| Canadá (Canadian Hot 100)                              | 2              |
| Croácia (Croatian Airplay Radio Chart)                 | 2              |
| Escócia (The Official Charts Company)                  | 5              |
| Eslováquia (IFPI Slovenská Republika)                  | 10             |
| Estados Unidos (Billboard Hot 100)                     | 5              |
| Estados Unidos (Pop Songs)                             | 1              |
| Estados Unidos (Adult Pop Songs)                       | 23             |
| Finlândia (IFPI Finlândia)                             | 12             |
| França (Syndicat National de l'Édition Phonographique) | 5              |
| Hungria (Magyar Hanglemezkiadók Szövetsége)            | 8              |
| Israel (Media Forest)                                  | 6              |
| Irlanda (Irish Recorded Music Association)             | 30             |
| Japão (Japan Hot 100)                                  | 56             |
| Nova Zelândia (NZ Top 40 Singles)                      | 12             |
| Países Baixos (MegaCharts)                             | 27             |
| Reino Unido (UK Singles Chart)                         | 19             |
| Chéquia (IFPI Česká Republika)                         | 10             |
| Roménia (Media Forest)                                 | 6              |
| Suécia (Sverigetopplistan)                             | 12             |
| Suíça (Schweizer Hitparade)                            | 15             |
| Ucrânia (FDR Charts)                                   | 8              |
| União Europeia (European Hot 100 Singles)              | 7              |

| Tabela musical (2009)                                  | Melhor posição |
| ------------------------------------------------------ | -------------- |
| Alemanha (Media Control Charts)                        | 68             |
| Austrália (ARIA Charts)                                | 39             |
| Áustria (Ö3 Austria Top 40)                            | 51             |
| Bélgica (Ultratop 50 de Flandres)                      | 30             |
| Bélgica (Ultratop 40 da Valônia)                       | 49             |
| Canadá (Canadian Hot 100)                              | 13             |
| Estados Unidos (Billboard Hot 100)                     | 35             |
| Estados Unidos (Pop Songs)                             | 22             |
| França (Syndicat National de l'Édition Phonographique) | 22             |
| Países Baixos (Dutch Top 40)                           | 55             |
| Reino Unido (UK Singles Chart)                         | 110            |
| Suécia (Sverigetopplistan)                             | 53             |
| Suíça (Schweizer Hitparade)                            | 89             |
| União Europeia (European Hot 100 Singles)              | 46             |

| País (Empresa)        | Certificação |
| --------------------- | ------------ |
| Austrália (ARIA)      | Platina      |
| Canadá (Music Canada) | 2× Platina   |
| Estados Unidos (RIAA) | 3× Platina   |
| Nova Zelândia (RMNZ)  | Platina      |
| Reino Unido (BPI)     | Prata        |

## Histórico de lançamento
| País           | Data                   | Formato                                     | Gravadora       |
| -------------- | ---------------------- | ------------------------------------------- | --------------- |
| França         | 23 de março de 2009    | Download digital                            | Universal Music |
| Canadá         | 31 de março de 2009    | Download digital (Robots To Mars Remix)     | Interscope      |
| Estados Unidos | 31 de março de 2009    | Download digital (Robots To Mars Remix)     | Interscope      |
| Austrália      | 1º de maio de 2009     | Download digital                            | Interscope      |
| Austrália      | 1º de maio de 2009     | CD single                                   | Interscope      |
| Estados Unidos | 12 de maio de 2009     | Rádios mainstream                           | Interscope      |
| Canadá         | 12 de maio de 2009     | Conjunto de remixes                         | Interscope      |
| Estados Unidos | 12 de maio de 2009     | Conjunto de remixes                         | Interscope      |
| Austrália      | 25 de maio de 2009     | Conjunto de remixes                         | Interscope      |
| Estados Unidos | 9 de junho de 2009     | CD single (The Remixes)                     | Interscope      |
| Estados Unidos | 9 de junho de 2009     | Vinil (The Remixes)                         | Interscope      |
| Austrália      | 26 de junho de 2009    | Download digital (Remix com Marilyn Manson) | Interscope      |
| Alemanha       | 26 de junho de 2009    | CD single                                   | Universal Music |
| França         | 26 de junho de 2009    | CD single                                   | Universal Music |
| Espanha        | 26 de junho de 2009    | CD single                                   | Universal Music |
| Alemanha       | 29 de junho de 2009    | Download digital                            | Universal Music |
| Alemanha       | 17 de julho de 2009    | CD single                                   | Universal Music |
| Reino Unido    | 17 de setembro de 2009 | Conjunto de remixes                         | Polydor         |
| Reino Unido    | 20 de setembro de 2009 | Download digital                            | Polydor         |
| Irlanda        | 20 de setembro de 2009 | Download digital                            | Universal Music |
| Reino Unido    | 21 de setembro de 2009 | Vinil                                       | Polydor         |
| França         | 22 de setembro de 2009 | Vinil                                       | Universal Music |